# 126 a.C.
Il 126 a.C. (CXXVI a.C. in numeri romani) è un anno  del II secolo a.C.

## Eventi
- Marco Emilio Lepido, Lucio Aurelio Oreste diventano consoli della Repubblica romana.

## Nati
- Quinto Sertorio, politico e militare romano († 72 a.C.)